# 格桑却登
格桑却登（Kesang Choden，1930年5月21日—），是不丹第三任国王吉格梅·多吉·旺楚克的王后，现为不丹太王太后。
格桑却登来自不丹显赫的多吉家族，其父为原不丹首席部长索南·托杰·多吉，其母马攸木·琼英·旺姆·多吉公主则是锡金国王图多南嘉之女。
1951年，格桑却登与当时的不丹王储吉格梅·多吉·旺楚克成婚。1952年吉格梅·旺楚克国王去世、吉格梅·多吉·旺楚克继任为不丹第三任国王後，格桑却登也成为了不丹王后。1972年其丈夫病重时，她曾任不丹摄政。同年7月丈夫去世、其子吉格梅·辛格·旺楚克成为不丹第四任国王，格桑却登晋升为王太后。2006年吉格梅·辛格·旺楚克国王传位给其子吉格梅·凯萨尔·纳姆耶尔·旺楚克，她又晋升为太王太后。